# Steps Ahead
Steps Ahead was een jazzrock/fusion-groep in de jaren 80 en 90 die een fusie speelde van onder andere hardbop en latin. 
De groep heette eerst Steps. Ten tijde van het succesvolste album van de groep, ook Steps Ahead geheten, bestond de band uit Mike Mainieri (vibrafoon), Michael Brecker (tenorsax), Eddie Gomez (contrabas), Peter Erskine (slagwerk) en werd Eliane Elias geïntroduceerd op piano. 
In de jaren 90 viel de groep uiteen, maar op 10 juli 2005 gaf de groep een reünieconcert op het North Sea Jazz Festival met Mike Mainieri (vibrafoon), Bill Evans (sopraan- en tenorsax), Richard Bona (basgitaar), Steve Smith (drums) en Mike Stern (gitaar). 
Michael Brecker had zijn muzikale activiteiten gestaakt sinds in 2005 een myelodysplastisch syndroom bij hem was geconstateerd. Sinds een stamceltransplantatie ging het iets beter met hem, maar hij speelde alleen nog op het EWI (Electronic Wind Instrument). Op 13 januari 2007 overleed Michael Brecker in New York aan de gevolgen van leukemie.